# 100
.
100 је била преступна година.

## Догађаји
- Цар Трајан и Секст Јулије Фронтин постају римски конзули.
- Цигле су постале примарни грађевински материјал у Римском царству.
- Плиније Млађи напредује до конзулата, дајући притом свој панегирик Трајану.
- Царска римска војска достиже 300.000 војника.
- Завршава се владавина Тита Авидија Квиета као гувернера римске провинције Британије.
- Цар Трајан оснива Тимгад, римски колонијални град у северној Африци
- Трајан ствара политику намењену обнављању некадашње економске превласти Италије.
- Будући цар, Хадријан, жени се Вибијом Сабином.

## Рођења
- Фаустина Старија, римска царица
- Клаудије Птолемеј, грчки астролог, астроном, географ и математичар